# Герб Нового Оскола
Герб Нового Оскола — официальный символ города Новый Оскол, административного центра Белгородской области, Центрального федерального округа Российской Федерации.
В 1779 году Новый Оскол приобрёл статус уездного города Курского наместничества (с 1797 года Курской губернии), и получил свой первый исторический герб, составленный герольдмейстером А. А. Волковым.

## Описание

### Герб 1780 года
Официально герб утверждён 08 января 1780 года и представлял из себя: Геральдический щит французской формы. В верхней части располагался герб Курской губернии. В нижней части щита на золотом поле было нанесено изображение трёх больших серебряных рыб: две и одна.
Они символизировали пресноводную рыбу вырезуба, которая отличается несколько загнутой мордой, большим и широким хвостовым плавником, небольшими глазами и чрезвычайно крепкими глоточными костями и зубами. Данная рыба была внесена в герб, потому что именно в реке Оскол водилась эта рыба, «каковых в других реках нигде не находилась».

#### Герб 1995 года
Современный герб города, являющейся одновременно символикой всего Новооскольского района, был утверждён постановлением главы администрации района от 11 сентября 1995 года № 382 и зарегистрирован в Государственном геральдическом регистре Российской Федерации за № 117. Он полностью повторяет герб 1780 года, за исключением: в верхней части герб Курской губернии заменён на герб Белгородской области (расположен в правом верхнем углу), а в нижней части щита на более стилизованное, современное изображение рыб, которые в старом гербе более походили на кистепёрых рыб.